# Lluís Ferrant i Llausàs
Lluís Ferrant i Llausàs (Barcelona, 6 de novembre de 1806 - Madrid, 29 de juny de 1868) va ser un pintor català establert a Madrid. Membre d'una important dinastia d'artistes, va ser germà del pintor Ferran Ferrant i Llausàs i oncle i mestre d'Alejandro Ferrant y Fischermans. Va estar sota la protecció de l'infant Sebastià de Borbó i, més tard, va ser pintor de cambra de la reina Isabel II.

## Biografia
Va néixer a Barcelona el 6 de novembre de 1806, fill de Lluís Ferrant i Vallès i de Gaietana Llausàs i Anguita. La seva família estava molt vinculada amb el món artístic, i possiblement va tenir contacte amb l'art en el taller del seu oncle, l'escultor i dissenyador de mobles Adrià Ferrant, a Palma, on s'havia traslladat la família vers 1811 i d'on va retornar a Barcelona el 1821.
Va iniciar estudis artístics amb Juan Antonio Ribera i a les classes de la Reial Acadèmia de Belles Arts de Sant Ferran. Va finalitzar els seus estudis a l'Escola Superior de Pintura, el curs de 1830-1831. Acabada l'etapa formativa, va rebre una pensió de 10.000 rals de l'infant Sebastià Gabriel de Borbó per continuar estudis a Itàlia, que va compartir amb el seu germà Ferran, i que va rebre anualment durant deu anys. El 1842, el rei Ferran II va fer-lo acadèmic de l'Acadèmia de Belles Arts de Nàpols.
Torna a Espanya a finals de 1843, va continuar sota la protecció de l'infant Sebastià, i el 1848 va ser nomenat pintor de cambra honorari d'Isabel II, i professor auxiliar d'estudis elementals de la Reial Acadèmia de Belles Arts de Sant Ferran, ascendit a numerari el 18 de març de 1857. El 1848 també col·laborà amb altres pintors en el projecte de José de Madrazo de la Sèrie Cronològica dels Reis d'Espanya, amb una representació del rei Sanç IV de Castella. El 1861 va guanyar la plaça de professor supernumerari a l'Escola Superior de Pintura. També va ser membre de Reial Acadèmia de Sant Ferran i de la Reial Acadèmia d'Arqueologia i Geografia del príncep Alfons.
En l'àmbit personal, va casar-se amb la vídua del seu germà i es va convertir en tutor del seu nebot Alejandro, també pintor, a qui es va encarregar de formar amb detall. Lluís Ferrant va morir a Madrid el 29 de juny de 1868, víctima d'una inflamació del fetge.

## Obres
- Pintures religiosas
  - La negació de Sant Pere
  - La Verge
  - Sant Joan i les Tres Maries al peu de la Creu
  - Sant Sebastià
  - Santa Cristina
  - Tobies i el seu pare amb l'àngel
  - Adam i Eva davant del cadàver d'Abel

- Pintures històriques
  - Miquel Àngel i el papa Urbà
  - Cervantes fet presoner i conduït a Alger

- Pintures literàries
  - Cervantes escrivint el Quixot

- Mitològiques
  - Mercuri endormiscant Argos

- Pintures costumistes
  - Gaiters napolitans
  - Italianes en oració
  - Al·legories de caràcter oficial

- Retrats
  - Diferents membres de la família reial d'Isabel II
  - Els seus nebots Alejandro i Luis
  - Sanç IV el Brau, rei de Castella (depòsit del Museu del Prado a la Capitania General de Barcelona)